# HD 178840
HD 178840，又名CD-2915804，SAO 187786、HR 7270，是一颗恒星，视星等为6.3，位于銀經7.95，銀緯-16.96，其B1900.0坐标为赤經19h 4m 58.7s，赤緯-29° -16.96′ 54″。